# Zero (Album)
Zero ist ein Jazzalbum von Matthew Shipp. Die 2017 in den Park West Studios, Brooklyn, entstandenen Aufnahmen erschienen am 23. Februar 2018 auf ESP-Disk.

## Hintergrund
In einem Interview mit Filipe Freitas von Jazz Trail sprach der Pianist/Komponist Matthew Shipp über die Rückkehr zu seiner langjährigen Untersuchung, wie sich spontane freie Improvisation entwickelt. Sein Denkprozess beinhaltet „die gleichen metaphysischen Konzepte, die ich immer gefragt habe – wie kommen Dinge aus dem Nichts?“ Shipps Fragestellung sei in ihrer Beziehung zu den Konzepten eines physischen Universums, das aus „nichts“ entsteht, auffallend eng, schrieb Karl Ackermann, „wobei das Nichts die Energie des leeren Raums ist. Shipp drückt - wie Physiker - eine Faszination für das aus, was aus dem Abgrund hervorgeht, aber sein kreativer Prozess ist nicht an eine bestimmte Theorie gebunden.“
Zero war nach Spinal Syntax 1 & 2 und Symbol Systems (die er 1995 einspielte), Songs (2002), One (2006) und Invisible Touch at Taktlos Zürich (2017) das sechste Soloalbum des Pianisten. Darauf enthalten sechs der elf Titel das Wort Null in ihren Bezeichnungen; sie dauern zwischen etwas mehr als eineinhalb und etwas mehr als sechseinhalb Minuten. Stilistisch entwarf Shipp hier dynamische und harmonische Nebeneinanderstellungen und Techniken. Bereits das erste Stück ist sehr vielfältig: Zunächst geht Shipp geht auf Glenn Goulds Lesart der Goldberg-Variationen ein, dann auf einen Harold-Arlen-Standard, hinzu kommen – so Thom Jurek – knorrige Improvisation, kristalline Tonerkundungen und mutierende Akkordaussagen.
Neben der Musik enthält die Veröffentlichung eine zweite CD mit einem einstündigen Vortrag, den der Pianist im Veranstaltungsort The Stone in New York City gehalten hat und in dem er seinen musikalischen Schaffensprozess erklärt. Unter anderem sagte er. „Sie sagten mir in der Schule, dass ich etwas mit meinem Leben anfangen müsse. Vielleicht macht das etwas mit deinem Leben. Aber ich würde gerne nichts tun. Die Leute sagen, Sie würden sich langweilen, wenn Sie nichts tun, aber ich finde nichts extrem Bedeutungsvolles mit Potenzial und Befriedigung an und für sich.“ In den letzten Minuten seines Vortrags trägt er noch einige Gedichte vor, die einen Einblick in seine Herangehensweise geben.

## Titelliste
- Matthew Shipp: Zer0 (ESP-Disk ESP 5022)[6]
  - CD 1:
    1. Zero 5:31
    2. Abyss Before Zero 3:48
    3. Pole after Zero 3:19
    4. Piano Panels 4:13
    5. Cosmic Sea 3:43
    6. Zero Skip and a Jump 2:11
    7. Zero Subtract from Jazz 6:35
    8. Blue Equation 5:14
    9. Pattern Emerge 2:46
    10. Ghost Pattern 1:39
    11. After Zero 5:12

  - CD 2: Zero: A Lecture on Nothingness 1:02:58

## Rezeption
Nach Ansicht von Karl Ackermann, der das Album in All About Jazz rezensierte, sei Zero – nach Shipps eigener Beschreibung – kein Konzeptalbum, obwohl viele der Songtitel etwas anderes anzeigen würden. Wie der Rest seiner Soloarbeit sei es absolut spannend. „Shipps Herangehensweise und sein Spielstil waren lange Zeit einzigartig und leicht zu identifizieren, zum großen Teil aufgrund der immateriellen Art, wie er über Musik denkt, und der Art, wie er es nicht tut.“ Zero würde uns die ausdrückliche Gewissheit geben, dass Shipps Ansatz – der sowohl auf Scharfsinn als auch auf musikalischer Virtuosität beruht – weiterhin nachdenkliches Zuhören erfordere, resümiert der Autor; da sei kein Konzept notwendig.

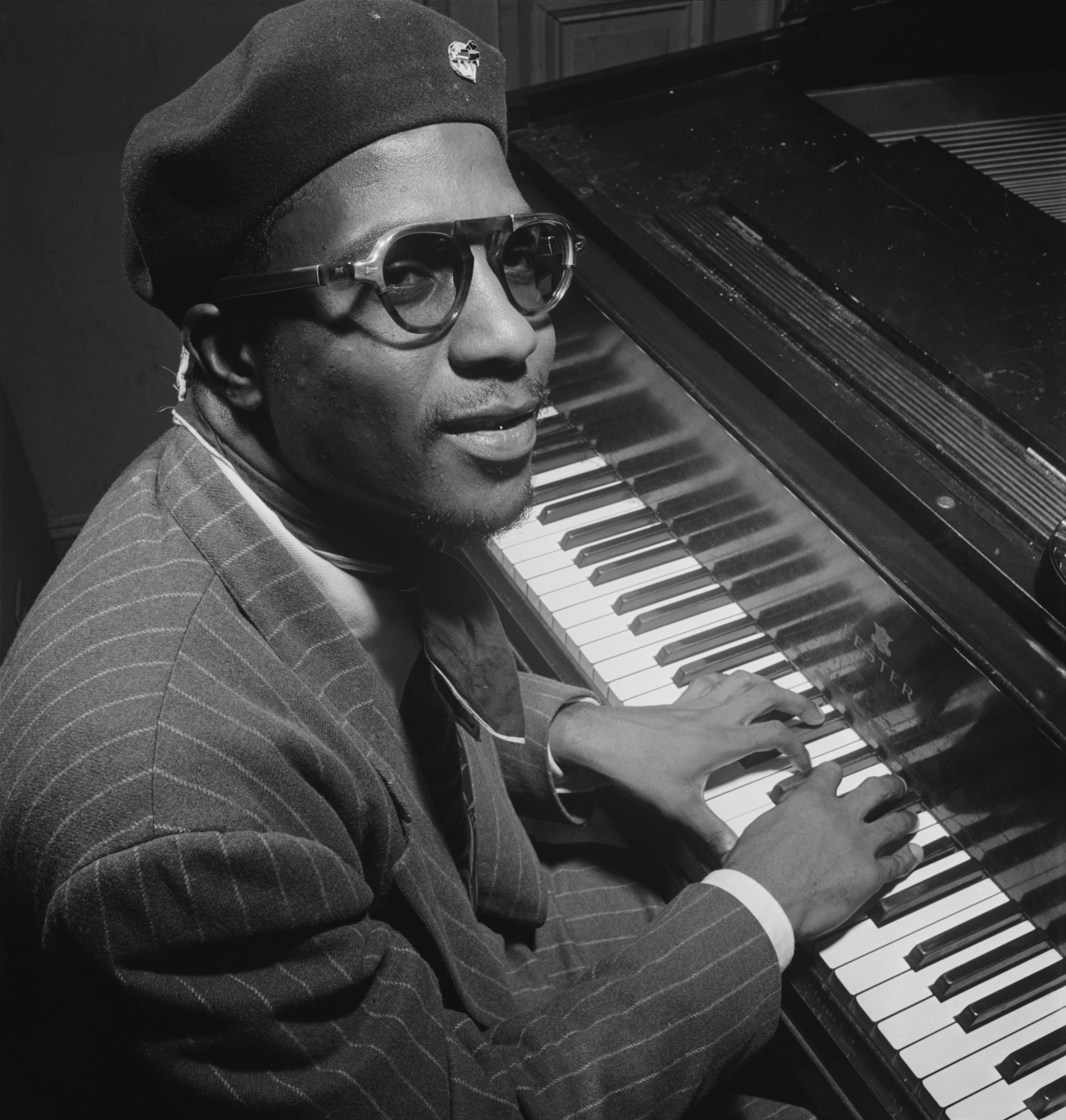
Thelonious Monk (1947)

Ebenfalls in All About Jazz meinte Mark Corroto, es hätte schon immer eine Verbindung zwischen Thelonious Monk und Matthew Shipp gegeben, nur nicht in der Musik, die sie spielen. Die Verbindung zwischen den beiden Pianisten sei „die Schaffung einer unverwechselbaren und persönlichen Sprache. Monks melodische Wendungen waren vielen Zuhörern fremd und wurden als seltsam und unkonventionell eingestuft. Es mag heute überraschend sein, Rezensionen von Monks Musik von damals zu lesen, in denen er beschreibt, wie er ‚falsche Noten‘ spielt. Heute halten wir die Musik, die er über viele Jahre hinweg geschrieben und perfektioniert hat, als unantastbares Genie hoch, und es scheint uns seltsam, dass viele sie nicht ‚hören‘ konnten.“ Wie Monk habe Shipp seine eigene Sprache geschaffen, führt Corroto weiter aus, was er als Symbolsystem bezeichnen würde. Seine Spielweise des Blues sei oft fragmentiert und führe vom Vertrauten weg. Jedes Stück auf dem Album habe hier eine eigene Logik, und der Hörer könne auf die Auflösung von Ideen vertrauen.
S. Victor Aaron schrieb in Something Else!, Shipp, der längst ausschließlich zu rein akustischen Formaten zurückgekehrt sei, habe einen Weg über das Klavier, der ihm gehört und nur seinen, der unabhängig von der Umgebung durchscheine. Daher sei Zero „eine weitere dieser ‚reinen‘ Matthew-Shipp-Veröffentlichungen, bei denen sich nichts zwischen den Tiefen seiner Seele und ihren Ohren befindet. Obwohl diese Stücke im Allgemeinen kurz sind, widmet er jedem Ton einer Idee und packt mehrere Ideen in ein Lied, bevor der letzte Ton gespielt wird.“
Thom Jurek verlieh dem Album in Allmusic vier Sterne und schrieb: „Während seiner Karriere hat der Pianist / Improvisator / Komponist Matthew Shipp den Klang als physisches, spirituelles und philosophisches Element hinterfragt, untersucht und getestet. Dies ist am weitesten verbreitet bei seinen Solo-Klavieraufnahmen, bei denen Räume zwischen Improvisation und Komposition sowie die Körperlichkeit seines Instruments und der ihn umgebende Raum miteinander interagieren und sich auflösen.“

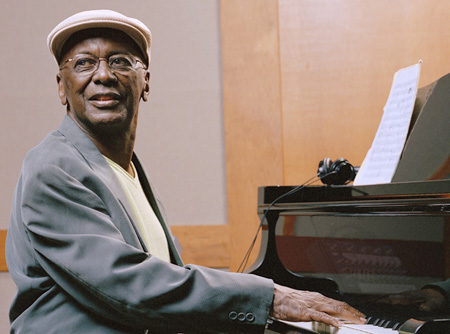
Andrew Hill

Mike Shanley schrieb in JazzTimes, wenn Shipp solo spiele, zeige er seine künstlerische Stimme. „Er mag sich manchmal auf große Pianisten beziehen, die ihm vorausgegangen sind, wie Andrew Hill, aber er hat einen Signaturansatz gefestigt, der im Moment lebt.“ Die elf Tracks auf Zero stünden für Ideen, die sich voneinander unterscheiden, und nicht nur für Variationen eines einzelnen Gedankens, meint der Autor. Hier offenbare Shipp einen Sinn für klassische Musik („Abyss Before Zero“), spielte Balladen mit nur einem Schuss Dissonanz („Cosmic Sea“) und biete einige schnelle, flitzende Linien („Zero Skip and a Jump“).
John Garratt schrieb in Pop Matters, Shipps Konzept des Nichts sei viel abstrakter zu verstehen als nur den ganzen Tag im Bett zu liegen. Matthew Shipp nehme die Idee von nichts, von absolutem Nullpunkt, sehr ernst. In seinen Augen sind Bezeichnungen für Musikgenres bedeutungslos. Mehrmals in seinem Vortrag stellt er fest, dass das Wort „Jazz“ für ihn bedeutungslos ist. Musikautoren nennen seinen seit vielen Jahren Jazzmusik, weil dies so ziemlich eine Standardeinstellung sei. Wenn man schon einmal etwas von Shipp gehört hat, wird man wissen, dass die Alben Zero und Sonic Fiction im Bereich des Jazzpiano einzigartig seien. Vielleicht führe seine Faszination für das Nichts und das Konzept der Null zu einer gewissen dynamischen Zurückhaltung, merkt Garratt an. „Vielleicht hat er das Gefühl, dort gewesen zu sein, das getan zu haben, und nun sei es Zeit, sich neuen Tricks zuzuwenden.“
Nach Ansicht von Bill Meyer (Dusted) wird der Inhalt von Shipps Spiel auf Zero denen bekannt sein, die ihn schon einmal gehört haben. Er arbeite entlang eines Kontinuums zwischen fließenden Phasen und abrupten Unterbrechungen und verwende einen Anschlag, der sich ebenfalls von leichten und anmutigen Gleiten über die rechte Seite der Tastatur bis hin zu brutalen Erinnerungen daran erstreckt, dass er gegen eine große Holzkiste schlägt. Shipp ziehe den Schleier der Zeit zurück, meint der Autor, er enthülle die Jazzwurzeln, auf die er in der Vorlesung Bezug genommen hat, und filtert sie durch das oben erwähnte technische Kontinuum. Die satten Töne von Cosmic Sea seien ellingtonhaft, „aber ein entferntes Rumpeln im unteren Bereich liege seinen klaren melodischen Variationen zugrunde, und eine unruhige Weigerung, eine Sequenz sein zu lassen, ermöglicht es dem Blues, sich innerhalb der kraftvollen Iterationen von ‚Pattern Emerge‘ zu materialisieren.“ Letztlich gehe es um den Prozess des Verstehens, sei es durch Zählen oder Schlagen von Tasten oder über Jazz.